# Marineland de Catalogne
Le Marineland de Catalogne, aussi appelé Marineland Catalunya en catalan, est un parc zoologique marin et parc aquatique situé à Palafolls, en Catalogne (Espagne). Propriété de la multinationale espagnole Aspro-Ocio, il est dirigé par Alfons López.
Il n'est pas membre de l'Association européenne des zoos et aquariums (EAZA).

## Historique
En 2012, le parc investit près d'un million d'euros dans de nouvelles installations : le Tornado, un toboggan aquatique de 60 mètres de long et deux mini parcs pour les enfants.

## Installations et faune présentée

### Delphinarium
Le delphinarium présente actuellement 8 grands dauphins, 5 femelles et 3 mâles. Trois individus ont été capturés dans les années 1980 au large de la Floride, les autres sont nés captifs sur place ou au Dolfinarium Harderwijk, un autre parc du groupe Aspro-Ocio situé aux Pays-Bas.

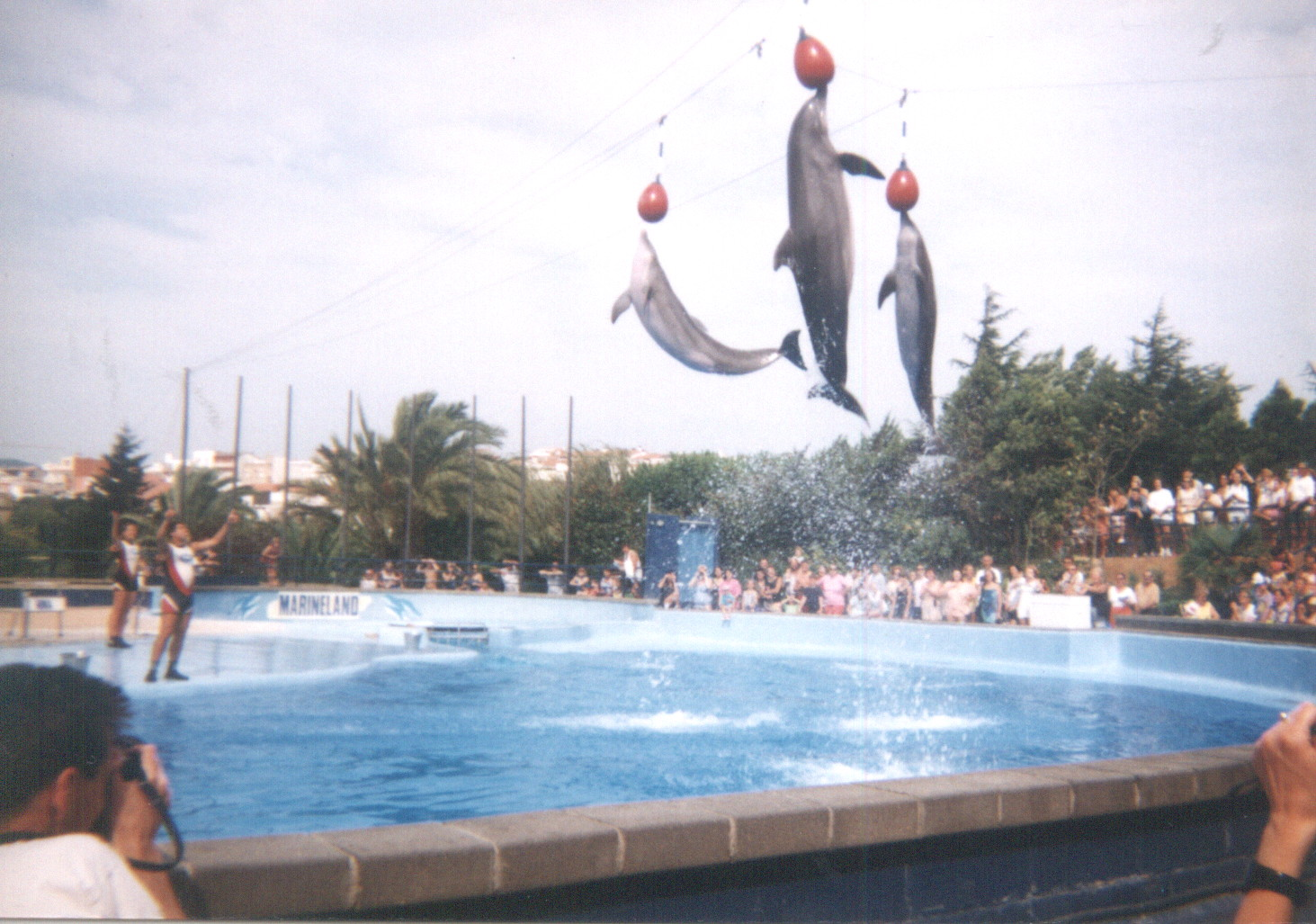
Spectacle de dauphins, en 1998.
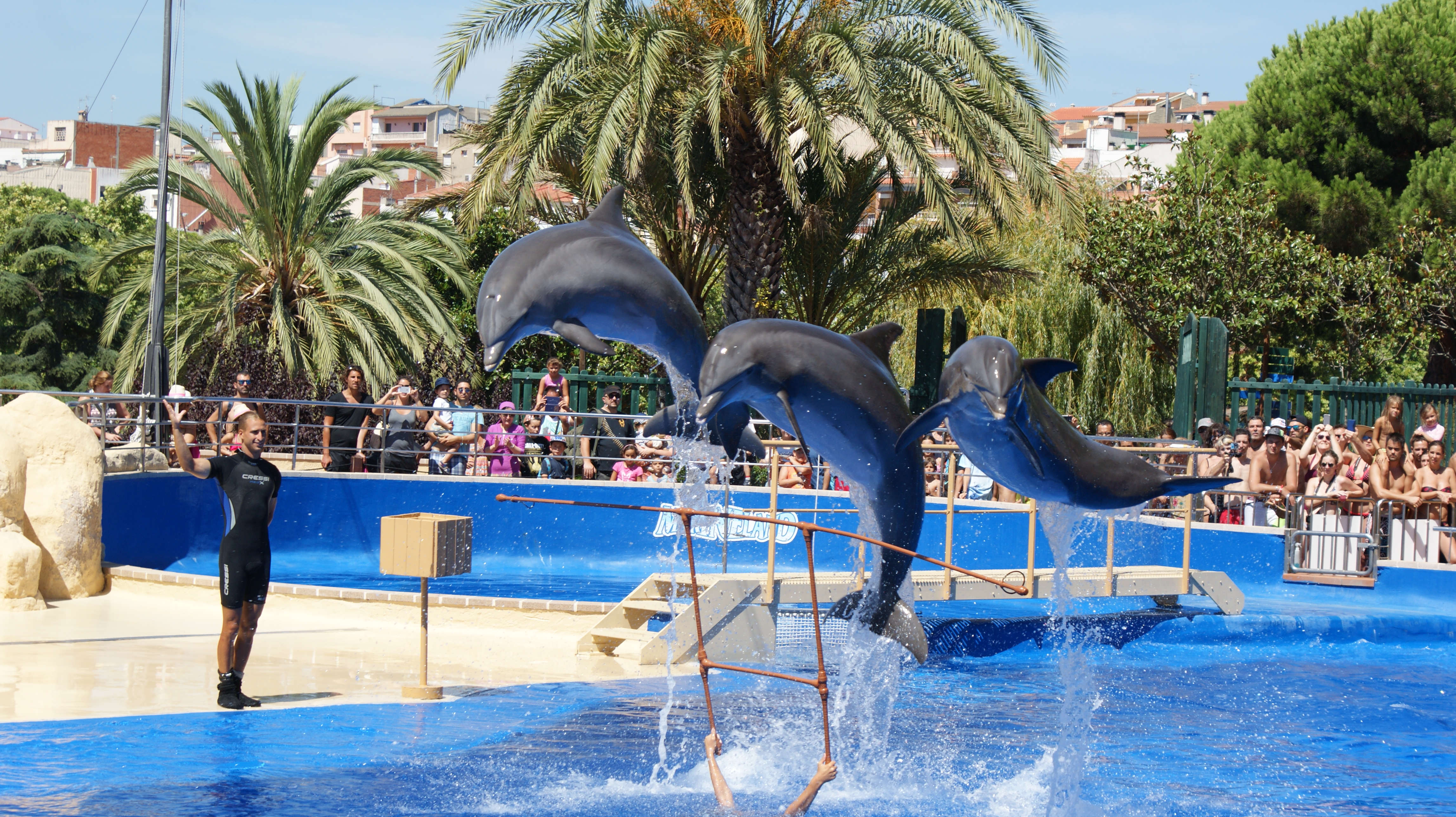
Spectacle de dauphins, en 2015.

### Parc aquatique

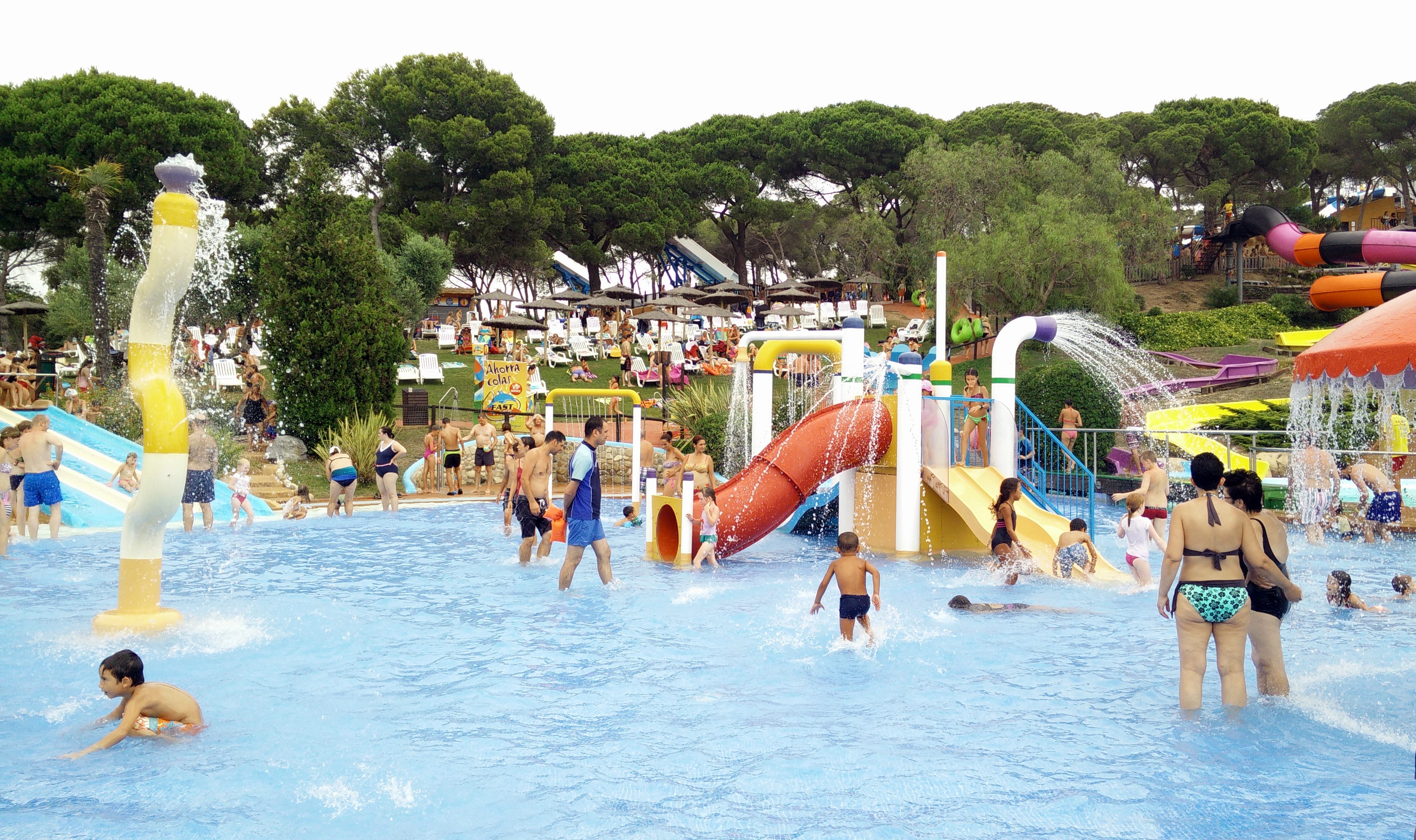
Piscine du parc aquatique.
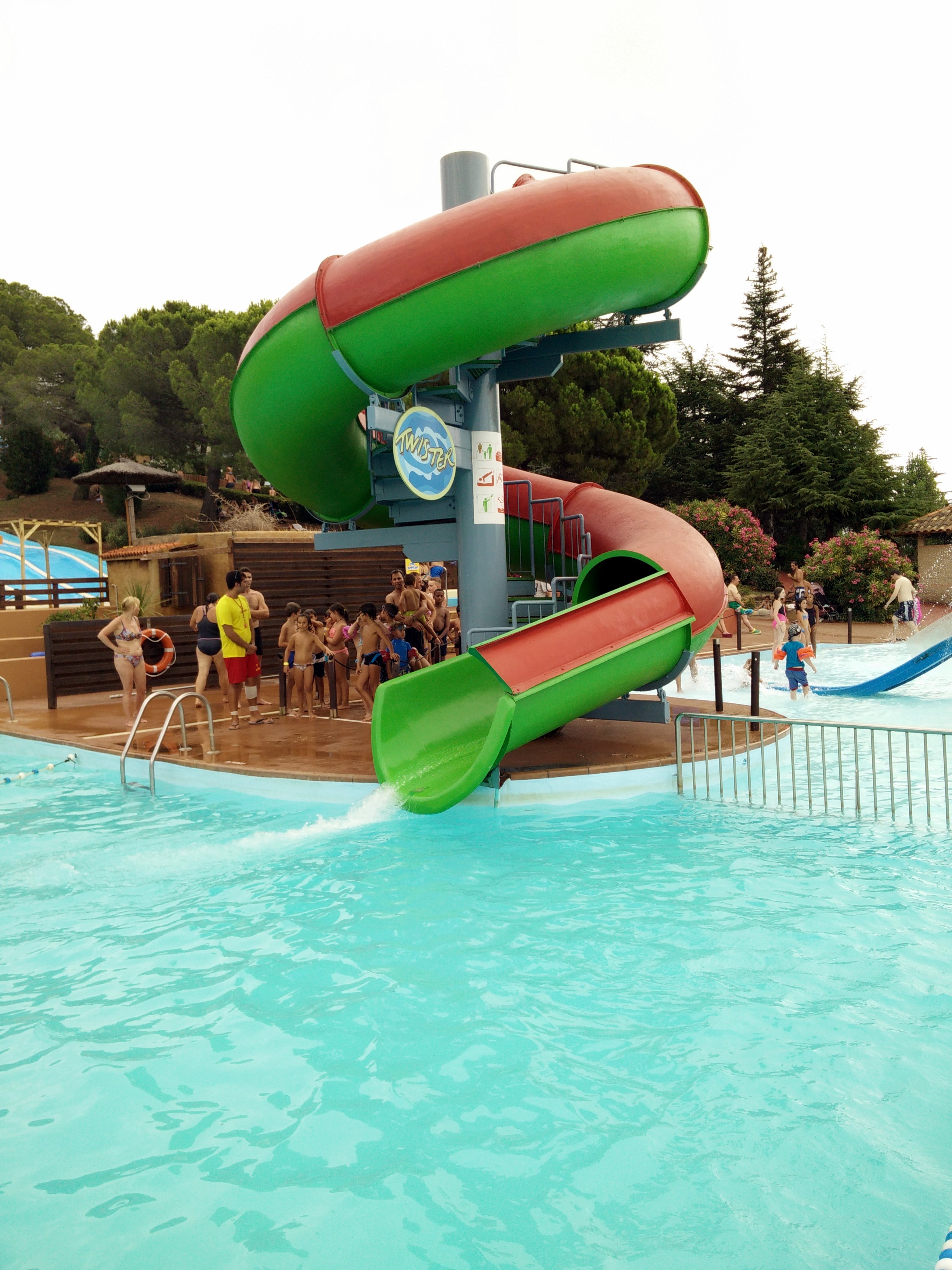
Un toboggan du parc aquatique.